# ژرژ میس
ژرژ میس (انگلیسی: Georges Mys؛ ۲۶ مارس ۱۸۸۰ – ۷ نوامبر ۱۹۵۲) قایقران روئینگ اهل بلژیک بود.
وی در مسابقات کشوری و بین‌المللی در مجموع برندهٔ ۲ مدال طلا، ۱ مدال نقره شده‌است.